# زنجیر (یکا)
زنجیر یکای طول است. یک زنجیر برابر است با ۶۶ پا یا ۲۲ یارد یا ۴ رود. هر ۱۰ زنجیر برابر با ۱ فرلانگ است و ۸۰ زنجیر یک مایل. یک جریب هم برابر است با ۱۰ زنجیر مربع. این یکا سده‌ها در بریتانیا و برخی کشورهای زیر نفوذ این کشور کاربرد داشته‌است.